# Gianluigi Braschi
Pour les articles homonymes, voir Braschi.
Gianluigi Braschi (né en 1963 à Cesena, dans la province de Forlì-Cesena, en Émilie-Romagne et mort le 23 octobre 2008 à Milan, en Lombardie (Italie), est un producteur italien. 

## Biographie
Frère de l'actrice Nicoletta Braschi, beau-frère de Roberto Benigni dont il est un proche collaborateur, Gianluigi Braschi était cofondateur et directeur de la Société de production cinématographique romaine Melampo. 
Braschi apprend le métier en devenant assistant de production pour Johnny Stecchino, film de Benigni produit par Mario Cecchi Gori et son fils. En 1994, Benigni, Nicoletta et son frère Gianluigi Braschi ont créé Melampo, société familiale de production destinée à financer les films de Roberto Benigni. Cette même année, Gianluigi Braschi est coproducteur du film Le Monstre (Il Mostro) qui sera un grand succès public.
En 1997, il coproduit La vie est belle (La vita è bella) avec Elda Ferri. Le film obtient plusieurs récompenses, dont l'oscar du meilleur film en langue étrangère, ainsi que plusieurs Prix David di Donatello. Braschi travaille ensuite sur le film Pinocchio en 2002, puis sur Le Tigre et la Neige (La Tigre e la Neve) en 2005 en collaboration avec Elda Ferri et avec sa sœur Nicoletta.
Gianluigi Braschi meurt à Milan en 2008 à l'âge de 45 ans, des suites d'une longue maladie.

## Filmographie
- 1994 : Le Monstre (Il Mostro) de Roberto Benigni
- 1997 : La vie est belle (La vita è bella) de Roberto Benigni; coproduit avec Elda Ferri
- 2002 : Pinocchio de Roberto Benigni
- 2005 : Le Tigre et la Neige (La Tigre e la Neve) de Roberto Benigni